# Caet Kule Vihumbira
Cadet Kule Vihumbira est un homme politique et entrepreneur congolais, reconnu pour son engagement dans le développement de la ville de Beni, située dans la province du Nord-Kivu en République démocratique du Congo (RDC).

## Biographie

### Carrière politique
Lors des élections législatives provinciales de février 2024, Kule Vihumbira a été élu député provincial de la ville de Beni, obtenant 17 000 voix, ce qui en fait le meilleur élu de cette circonscription. À son arrivée à l'Assemblée provinciale du Nord-Kivu, il a exprimé sa gratitude envers ses électeurs et a réaffirmé sa détermination à œuvrer pour la paix et le développement de Beni et de la province en général.

### Engagement communautaire et entrepreneurial
En plus de sa carrière politique, Kule Vihumbira est actif dans le secteur socio-économique de Beni. Il est notamment président du Football Club Beni Sport, une équipe qui s'est distinguée dans les compétitions locales, provinciales et nationales. Sous sa direction, le club a représenté la province du Nord-Kivu lors de la dernière édition de la Coupe du Congo, atteignant les demi-finales. Son investissement dans le sport local lui a valu une reconnaissance de la part de la Ligue de football du Nord-Kivu.
Par ailleurs, il a joué un rôle clé dans la promotion de jeunes talents sportifs. Par exemple, il a accompagné le joueur Muyisa Lwatsirene dans sa signature de contrat avec Emirates FC en Arabie Saoudite, témoignant de son engagement à soutenir les jeunes athlètes de sa région.

### Actions pour le développement de Beni
Kule Vihumbira est également reconnu pour ses actions en faveur du développement de Beni. Grâce à son lobbying, un projet d'asphaltage de 12 kilomètres de voirie urbaine a été initié, visant à améliorer les infrastructures routières de la ville. Il appelle la population à s'approprier ce projet, essentiel pour le développement économique et social de Beni.

### Engagement pour la paix et la sécurité
Face aux défis sécuritaires auxquels est confrontée la région de Beni, Kule Vihumbira a réitéré sa détermination à œuvrer pour la paix. Il appelle les responsables des services de sécurité à renforcer le contrôle et la protection des populations civiles. En somme, Cadet Kule Vihumbira est une figure influente de Beni, combinant ses rôles de député provincial, d'entrepreneur et de président sportif pour contribuer au développement et à la stabilité de sa région,.